# Oscar Cruz Barney
Oscar Cruz Barney (Chihuahua, 29 de diciembre de 1970) es un abogado especializado en derecho del comercio internacional y arbitraje comercial, historiador del derecho, investigador jurídico, escritor, conferencista y académico mexicano. Miembro del Instituto de Investigaciones Jurídicas de la UNAM.

## Estudios
Hizo sus estudios de licenciatura en derecho en la Universidad Iberoamericana en donde obtuvo el título correspondiente y la Mención Honorífica con la tesis Notas sobre el corso y la guerra justa en Indias:  el caso de la Nueva España (siglos XVI-XIX), (Universidad Iberoamericana, México, 1995).
Posteriormente curso el doctorado en derecho en la Facultad de Derecho de la Universidad Panamericana donde obtuvo el grado con Mención Honorífica con la tesis La jurisdicción mercantil en México: de los Consulados Mercantiles al Código de Comercio de 1889, (Universidad Panamericana, México, 2005).
En el año 2012 obtuvo el Título de Licenciado en Derecho homologado a Título universitario oficial español de Licenciado en Derecho por el Ministerio de Educación, Cultura y Deporte de España. Los exámenes de homologación los aprobó en la Universidad de Castilla-La Mancha, campus Toledo.
Cuenta además con los siguientes diplomados Orientation in American Law, impartido por la Escuela de Derecho y Extensión Universitaria de la Universidad de California, campi Davis y Berkeley, EUA; Diplomado Universitario en Amparo, impartido por Universidad Iberoamericana y la Suprema Corte de Justicia de la Nación; Diplomado Universitario en Derecho Corporativo, impartido por la Universidad Iberoamericana y Diplomado en Universitario en Comercio Exterior, impartido por la Universidad Iberoamericana.

## Carrera profesional
Socio fundador del despacho Cruz Abogados, S.C. ahora Cruz Barney/Pérez-Cuéllar con una prolongada práctica profesional en materia de antidumping, arbitraje comercial internacional y otras tareas, fue Presidente del Ilustre y Nacional Colegio de Abogados de México, fundado en 1760 por los periodos 2008-2010 y 2010-2012.  Miembro de la Junta de Honor del Colegio. Se encuentra colegiado en el Ilustre Colegio de Abogados de Madrid.
Sus tareas en pro de la abogacía mexicana e iberoamericana, fundado en 1760 por los periodos 2008-2010 y 2010-2012. Miembro de la Junta de Honor del Colegio le llevaron a ser Senador de la Unión Iberoamericana de Colegios y Agrupaciones de Abogados UIBA y también Secretario Regional-Región II Centroamérica y posteriormente Presidente del Comité Nacional Mexicano de la Union Internationale des Avocats, con sede en Paris, Francia.
Árbitro internacional, ha sido nominado y ha actuado en diversas ocasiones como Panelista del Mecanismo de Solución de Controversias del Capítulo XIX del Tratado de Libre Comercio de América del Norte en materia de antidumping. Es Árbitro de la Cámara Internacional de Comercio de París ICC y del Centro de Arbitraje de México CAM.
Integrante del "Cuarto de Junto" del sector privado para las negociaciones comerciales internacionales de México.
Integrante de la Delegación Mexicana ante la Organización Internacional de la Viña y el Vino OIV en los grupos:
DROCON, Derecho e información al consumidor
CIII Economía y Derecho
SECUAL, Seguridad Alimentaria
Fue Vicepresidente de la Comisión de Comercio Exterior de la Confederación de Cámaras Industriales de México (CONCAMIN).
Su trayectoria académica y profesional le han valido el ser incorporado como Académico Honorario de la Real Academia de Jurisprudencia y Legislación en Madrid y como Académico correspondiente de la Academia Colombiana de Jurisprudencia. Es Académico de Número de la Academia Mexicana de Jurisprudencia y Legislación.
Fue coconductor conjuntamente con Gerardo Dehesa y Mónica Lavín del programa LA PALABRA JUSTA del Canal Judicial, producido por el Poder Judicial Federal.  Grabada la primera temporada, 16 programas.

## Carrera como docente
Su ejercicio como docente, que ejerce desde 1994, lo ha llevado a instituciones de educación superior de diferentes ciudades de la República Mexicana como son La Paz, Chihuahua, Guadalajara, Monterrey, Morelia, Puebla, Tabasco, Veracruz y otras más, así como del extranjero en España, Francia e Italia.
Profesor invitado en la Universidad de Messina, Italia, en la Universidad de Bordeaux, Francia y en la Universidad de Clermont-Ferrand, Francia.
Ha sido catedrático de las materias Derecho del Comercio Internacional, Historia del Derecho Medieval y Moderno, Historia del derecho en México, Arbitraje, Tratado de Libre Comercio de América del Norte, Metodología Jurídica, Derecho Comparado y Derecho Romano en la Universidad Iberoamericana, en la Universidad Panamericana, en la Universidad Anáhuac y en la Escuela Libre de Derecho.
Recibió el Diploma al Mérito Universitario por la Universidad Iberoamericana por su trayectoria docente, académica y profesional; recibió la Medalla Ernesto Meneses Morales que otorga la Universidad Iberoamericana como reconocimiento al Mérito Universitario 2020, así como la Medalla de plata Alfonso X El Sabio que otorga la Facultad de Derecho de la Universidad Panamericana por más de 15 años de docencia en dicha casa de estudios.
Su libro Historia del Derecho en México se ha adoptado para la enseñanza de la materia en muchas instituciones de educación superior del país.

## Carrera como investigador
Es Investigador del Instituto de Investigaciones Jurídicas de la Universidad Nacional Autónoma de México en donde es Director de la Revista Mexicana de Historia del Derecho y Coordinador del Área de Historia del Derecho.
Ha sido distinguido con el carácter de Investigador Nacional Nivel III en el Sistema Nacional de Investigadores del CONACYT (Consejo Nacional de Ciencia y Tecnología).
Consejero Universitario en la Universidad Nacional Autónoma de México desde enero de 2022.
Es miembro de la Societé d'historie du Droit, Paris, Francia.
Es miembro de la Société pour L’Histoire des Facultes de Droit et de la Culture Juridique, París, Francia.
Es miembro de la Association Internationale des Juristes du Droit de la Vigne et du Vin/International Wine Law Association, Paris, Francia.
Es Miembro del Comité Científico Internacional de la Revista de Historia del Derecho del Instituto de Investigaciones de Historia del Derecho Argentino, Buenos Aires.
Miembro desde marzo de 2020 del Consiglio scientifico/Scientific Advisory Board de la Revista LawArt Rivista di Diritto, Arte, Storia, Universidad de Milano-Bicocca.
Miembro desde enero de 2020 del Comitato scientifico de la Revista Iurisdictio, publicada por la Editoriale Scientifica Napoli, Italia. Registr. presso il Tribunale di Napoli con Decr. n. 32 del 17 luglio 2019.
Director de la Revista de Derecho Privado del Instituto de Investigaciones Jurídicas de la UNAM desde diciembre de 2018 a la fecha.
Es Miembro del comité editorial del Boletín Mexicano de Derecho Comparado del Instituto de Investigaciones Jurídicas de la UNAM.
Es Miembro del consejo editorial de la revista Ars Iuris de la Facultad de Derecho de la Universidad Panamericana.
Designado por Resolución Decanal 17/2018, Miembro del Comité Científico de la Revista de Derecho Romano “Pervivencia” del 1 de septiembre de 2018 al 1 de septiembre de 2020, dirigida por la Dra. Claudia Gabriela Somovilla, Universidad del Salvador, Argentina.
Autor de una cantidad muy importante de libros y artículos publicados en México y en el extranjero.

## Condecoraciones y distinciones
Su tarea profesional, académica y en pro de la abogacía iberoamericana le han valido diversas condecoraciones y distinciones:
- Presea “Rita Raquel Salgado Tenorio” al Mérito en Derecho Mercantil, que otorga el Tribunal Superior de Justicia y El Consejo de la Judicatura del Estado de México, Marzo de 2022.
- Medalla de la Union Internationale des Avocats, Paris, Francia.
- Caballero de Mérito de la Sacra y Militar Orden Constantiniana de San Jorge.[9]
- Caballero de la Orden Internacional de San Huberto.
- Cruz Distinguida de Primera Clase de la Orden de San Raimundo de Peñafort.[10]
- Gran Cruz al Mérito en el Servicio a la Abogacía que concede el Consejo General de la Abogacía Española.[11]
- Cruz de San Ivo, del Real e Ilustre Colegio de Abogados de Zaragoza.
- Medalla de Honor del Ilustre Colegio de Abogados de Madrid.
- Mención de Honor del Ilustre Colegio de Abogados de Sevilla.
- Medalla al Mérito del Ilustre Colegio de Abogados de Oviedo.
- Colegiado de Honor del Ilustre Colegio de Abogados de Valencia.
- Colegiado de Honor del Colegio de Abogados de Veracruz.

## Asociaciones a las que se encuentra incorporado
Su trayectoria académica y profesional le han valido el ser incorporado a diversas instituciones académicas y profesionales tanto nacionales como extranjeras:
- Académico Honorario de la Real Academia de Jurisprudencia y Legislación de Madrid.[12]
- Académico correspondiente de la Academia Colombiana de Jurisprudencia.
- Académico de Número Sitial 36 de la Academia Mexicana de Jurisprudencia y Legislación.[13]
- Académico de Número Sitial 39 de la Academia Internacional de Derecho Aduanero.
- Miembro del Instituto Internacional de Historia del Derecho Indiano.[14]
- Académico de Número
- Socio de Número sitial 81 de la Sociedad de Bibliófilos Chilenos.[15]
- Miembro de la Société d'Histoire du Droit, Paris, Francia.
- Miembro de la Association Internationale des Juristes du Droit de la Vigne et du Vin/International Wine Law Association, Paris, Francia.

## Distinciones, premios y reconocimientos académicos
- Medalla Ernesto Meneses Morales que otorga la Universidad Iberoamericana como reconocimiento al Mérito Universitario 2020.

- Premio Nacional Malinalli 2013, que otorga la Universidad Juárez Autónoma de Tabasco.[16]

- Académico Honorario de la Real Academia de Jurisprudencia y Legislación de Madrid.[1]

- Académico correspondiente de la Academia Colombiana de Jurisprudencia.[17]

- Investigador Nacional Nivel III en el Sistema Nacional de Investigadores del CONACYT.

- Agradecimiento del Departamento de Derecho de la Universidad Iberoamericana Ciudad de México por su compromiso en la formación de estudiantes y por su sobresaliente desempeño en las aulas y en el foro, 22 de noviembre de 2012.

- Medalla de plata Alfonso X El Sabio que otorga la Facultad de Derecho de la Universidad Panamericana por más de 15 años de docencia en dicha casa de estudios.

- Diploma al Mérito Universitario que otorga la Universidad Iberoamericana como reconocimiento al destacado trabajo académico desarrollado a lo largo de quince años.

- Reconocimiento por el trabajo en beneficio de la colegiación de los abogados en México, otorgado por la Barra Mexicana, Colegio de Abogados.

- Reconocimiento por el trabajo en beneficio de la colegiación de los abogados en México, otorgado por el Consejo Directivo Nacional de la Asociación Nacional de Abogados de Empresa, Colegio de Abogados.

- Premio Jurisprudencia 2008, que otorga la Licenciatura en Derecho del Campus Estado de México del Instituto Tecnológico y de Estudios Superiores de Monterrey.

- Medalla y diploma Héctor González Uribe que otorga la Universidad Iberoamericana a la mejor obra jurídica de 2000 por el libro Historia del Derecho en México, Oxford UniversityPress, México, 1999.

- Medalla y diploma Héctor González Uribe que otorga la Universidad Iberoamericana a la mejor obra jurídica de 2002 por el libro Solución de controversias y Antidumping en el Tratado de Libre Comercio de América del Norte, México, IIJ-UNAM, Porrúa, 2002.

## Publicaciones
El doctor Cruz Barney participa muy activamente en la creación de literatura jurídica dentro de la ciencia jurídica mexicana.
- El régimen jurídico del corso marítimo: el mundo indiano y el México del siglo XIX.  Instituto de Investigaciones Jurídicas, UNAM, México, 1997.[19][20]

- El riesgo en el comercio hispano-indiano: préstamos y seguros marítimos durante los siglos XVI a XIX.  Instituto de Investigaciones Jurídicas, UNAM, México, 1998.

- El combate a la piratería en Indias: 1555-1700.  Universidad Iberoamericana, Departamento de Derecho, Oxford University Press, México, 1999. 61 pp.

- Historia del derecho en México.  Oxford University Press, México, 1999. 734 pp.  (Alcanzó 5 reimpresiones en 2003).  Segunda edición, México, 2004, 1042 pp. (Primera reimpresión de la segunda edición en 2005).  Esta obra ha alcanzado ya más de diez reimpresiones.

- El régimen jurídico de los consulados de comercio indianos: 1784-1795.  Instituto de Investigaciones Jurídicas, UNAM, 2001.

- Solución de controversias y Antidumping en el Tratado de Libre Comercio de América del Norte, México, IIJ-UNAM, Porrúa, 2002. (Segunda Edición 2007).

- La codificación en México, 1821-1917.  Una aproximación, Instituto de Investigaciones Jurídicas, UNAM, 2004.

- El comercio exterior de México, 1821-1928, México, Instituto de Investigaciones Jurídicas, UNAM, 2005.

- El Consulado de Comercio de Puebla.  Régimen Jurídico, Historia y Documentos 1821-1824, México, Instituto de Investigaciones Jurídicas, UNAM, 2006.

- Historia de la Jurisdicción Mercantil en México, México, IIJ-UNAM, Porrúa, 2006.

- El corso marítimo en el siglo XIX, México, Suprema Corte de Justicia de la Nación, 2007.

- La codificación en Puebla.  Notas para su estudio, México, Porrúa, Universidad Iberoamericana Puebla, 2008.

- La República Central de Félix Zuloaga y el Estatuto Orgánico Provisional de la República de 1858, México, UNAM, IIJ, 2009.  2a edición en Porrúa, 2011.

- El corso marítimo. Influencias de la Ordonnance de la Marine de 1681 en el derecho hispanoindiano, México, UNAM, IIJ, 2009.

- Ensayos para la historia jurídica del Estado de Tabasco, México, Universidad Olmeca, Oxford University Press, 2009.

- Chihuahua. Historia de las Instituciones Jurídicas, México, Instituto de Investigaciones Jurídicas, UNAM, Senado de la República, 2010.

- La codificación en México, México, Ed. Porrúa, Instituto de Investigaciones Jurídicas, UNAM, 2010.

- Tlaxcala. Historia de las Instituciones Jurídicas, México, Instituto de Investigaciones Jurídicas, UNAM, Senado de la República, 2010.

- Historia del Derecho Indiano, Valencia, Tirant Lo Blanch, 2012.

- El corso marítimo, México, Secretaría de Marina, Centro de Estudios Superiores Navales, Instituto de Investigaciones Jurídicas, UNAM, 2013.

- Aspectos de la regulación del ejercicio profesional del Derecho en México, Instituto de Investigaciones Jurídicas, UNAM, Tirant Lo Blanch, 2013.

- Antidumping, Barcelona, Wolters Kluwer-BOSCH, 2013.

- Constituciones históricas de México, (Coaut. Miguel Carbonell y Karla Pérez), México, IIJ-UNAM, Porrúa, 2002.  Segunda edición 2004.

- Arbitraje y otros medios alternativos de solución de controversias: análisis y práctica en México, (Coaut. Rodolfo Cruz Miramontes), México, Porrúa, Instituto de Investigaciones Jurídicas, UNAM, 2004.

- Elementos jurídicos para una controversia comercial en contra del maíz y sus derivados procedentes de los Estados Unidos de América.  Un texto de aplicación general para los productos agropecuarios procedentes del exterior, (Coaut. Rodolfo Cruz Miramontes y Patricia C. Aguilar Méndez), México, Cámara de Diputados, Centro de Estudios para el Desarrollo Rural Sustentable y la Soberanía Alimentaria, Ilustre y Nacional Colegio de Abogados de México, 2009.

- Schroeder Cordero, Francisco Arturo, El abogado mexicano; historia e imagen,2.ª edición, Presentación de Edgar Elías Azar, Prólogo de Héctor Fix-Fierro, Actualización y Adiciones de Óscar Cruz Barney, México, Tribunal Superior de Justicia del Distrito Federal, 2010.

- Lineamientos para un Código Deontológico de la Abogacía Mexicana, (Coaut. Felipe Ibáñez Mariel, José ANtonio Lozano Díez, Cuauhtémoc Reséndiz Núñez), México ABA ROLI México, Instituto de Investigaciones Jurídicas, UNAM, 2013.

- Arbitraje. Utilización y práctica en México y en los Tratados comerciales internacionales, (En coautoría con Rodolfo Cruz Miramontes), Barcelona, Wolters Kluwer-BOSCH, 2013.

- Informe final de labores correspondiente a los periodos 2008-2010 y 2012 que rinde el Dr. Oscar Cruz Barney, Presidente del Ilustre y Nacional Colegio de Abogados de México a la Asamblea General de Socios celebrada el día 21 de junio de 2012, México, Ilustre y Nacional Colegio de Abogados de México, 2012.

- Una visión indiana de la justicia de la guerra, México, Instituto de Investigaciones Jurídicas, UNAM, 2014.

- Ordenanzas Municipales de la Ciudad de Oaxaca de Juárez. Estudio Introductorio y Documentos, México, Universidad Nacional Autónoma de México, Secretaría de Desarrollo Institucional, Seminario Universitario de Estudios del Discurso Forense, Archivo Histórico Municipal de la Ciudad de Oaxaca, 2014.

- Defensa a la defensa y abogacía en México, México, Instituto de Investigaciones Jurídicas, UNAM, Ilustre y Nacional Colegio de Abogados de México, Ilustre Colegio de Abogados de Madrid, Colección Cuadernos de Abogacía 1, 2015.  (Primera reimpresión 2016).

- Derecho Privado y Revolución Mexicana, México, Instituto de Investigaciones Jurídicas, UNAM, 2016. ISBN 978-607-02-7654-0

- La Ciudad de San Francisco de Campeche: Historia de una ciudad amurallada, México, Tirant Lo Blanch, Col. Tirant Humanidades, 2017. (Libro Electrónico). ISBN13: 9788416349685

- El secreto profesional de los abogados en México, México, UNAM, Instituto de Investigaciones Jurídicas, Ilustre y Nacional Colegio de Abogados de México, Colección Cuadernos de Abogacía 2, 2018.  ISBN 978-607-30-0073-4

- El secreto profesional: aspectos esenciales, México, Centro de Estudios Jurídicos Carbonell, Colección Biblioteca Práctica del Abogado, 2018. ISBN 978-607-8493-29-6

- La modernización del TLCAN en el contexto de las relaciones comerciales entre México y los Estados Unidos de América, México, UNAM, Instituto de Investigaciones Jurídicas, 2018.  ISBN 978-607-30-0233-2

- El Tratado Integral y Progresista de Asociación Transpacífico (CPTPP/TIPAT) y la Solución de Controversiasen los Acuerdos Comerciales Internacionales Firmados por México, México, Tirant Lo Blanch, 2018. ISBN 978-84-9190-463-2. Páginas totales: 364.

- La Ley General de Fomento a la Industria Vitivinícola, México, UNAM, Instituto de Investigaciones Jurídicas, Páginas totales: 66, ISBN: En Trámite, Serie o colección: Opiniones Técnicas sobre temas de relevancia Nacional, Número 10, 2019.

- El ejercicio de la abogacía en México, una propuesta de reordenación: el proyecto de Ley General para el Ejercicio de la Abogacía, México, UNAM, Instituto de Investigaciones Jurídicas, Páginas totales: 207, ISBN: En Trámite, ISBN para versión electrónica: 978-607-30-2862-2, Serie o colección: Doctrina Jurídica, Número 884, 2020.

- La solución de controversias en materia laboral en el Tratado entre los Estados Unidos Mexicanos, los Estados Unidos de América y Canadá (T-MEC/USMCA), Páginas totales: 78, ISBN: 978-607-30-1256-0, Serie o colección: Opiniones Técnicas sobre temas de relevancia Nacional, Número 18, 2020.

- Remedios comerciales: Antidumping, Madrid, BOSCH, Wolters Kluwer, 2021

- Historia del derecho en México.  Oxford University Press, México, 1999. 734 pp.  (Alcanzó 5 reimpresiones en 2003).  Segunda edición, México, 2004, 1042 pp. (Primera reimpresión de la segunda edición en 2005). ISBN 970-613-775-0. Págs. 1041. Tercera Edición Ed. Tirant Lo Blanch, 2021, ISBN 978-84-1397-122-3 Págs. 1560.

- El Vino y el Derecho, México, UNAM, Instituto de Investigaciones Jurídicas, Institut de Recherche Montesquieu, Université de Bordeaux, 2023. ISBN (libro digital): 978-607-30-7326-4; 542 páginas.

- Mayagoitia, Alejandro, Cruz Barney, Óscar, Téllez González, Mario A., Colín Martínez, Jessica (Coaut), Estudios para la historia de la abogacía en México. Hombres de toga. Notas acerca de las relaciones familiares y vidas de abogados novohispanos, Universidad Nacional Autónoma de México, Instituto de Investigaciones Jurídicas, Universidad Autónoma Metropolitana-Unidad Cuajimalpa, Ilustre y Nacional Colegio de Abogados de México, Centro de Estudios Interdisciplinares, México, 2022. ISBN UNAM: 978-607-30-5369-3; ISBN UAM: 978-607-28-2365-5; ISBN INCAM: 978-607-59436-0-2, Págs. 1778.

- El Vino y el Derecho, México, UNAM, Instituto de Investigaciones Jurídicas, Institut de Recherche Montesquieu, Université de Bordeaux, Universidad Autónoma de Chihuahua, 2023. ISBN (libro digital): 978-607-30-8188-7; 550 páginas; ISBN (libro impreso): 978-607-30-8131-3

- Abogacía en México, México, Ilustre y Nacional Colegio de Abogados de México, Ed. Tirant Lo Blanch, 2025, ISBN: 978-84-1095-775-6. Págs. 919.

El doctor Cruz Barney ha hecho una muy importante tarea de rescate documental mediante la edición facsimilar de los siguientes textos:
- Montemayor y Córdoba de Cuenca, Juan Francisco de, Discurso Político Jurídico del Derecho, y Repartimiento de Prefas, y despojos apprehendidos en justa guerra. Premios, y castigos de los Soldados, Con licencia en México: Por Iuan Ruiz, Impresor, Año de 1658, Edición facsimilar y estudio introductorio Oscar Cruz Barney, Coord. Pablo Montero, Instituto Nacional de Antropología e Historia, ICAVE, Gobierno del Estado de Veracruz, México, 2001.

- Colección de los decretos y órdenes de las Cortes de España, que se reputan vigentes en la República de los Estados-Unidos Mexicanos, México, Imprenta de Galván, á cargo de Mariano Arévalo, 1829, Edición facsimilar y estudio introductorio por Oscar Cruz Barney, México, Suprema Corte de Justicia de la Nación, 2005.

- Las Siete Partidas, Glosadas por Alonso Díaz de Montalvo, Lyon de Francia, en la imprenta de Mateo Bonhome, 1550, 2 tomos.  Estudio Introductorio de Oscar Cruz Barney, México, Tribunal Superior de Justicia, Ilustre y Nacional Colegio de Abogados de México, 2010.

- Colección de órdenes y decretos de la soberana junta provisional gubernativa, y soberanos congresos generales de la nación mexicana. (1821-37), Imprenta de Galván, a cargo de Manuel Arévalo, México, 1829. 4 vols.  Estudio Introductorio de Oscar Cruz Barney, México, Tribunal Superior de Justicia, 2010.

- García Goyena, Florencio, Concordancias, motivos y comentarios del Código Civil Español, México, Imprenta de la Biblioteca de Jurisprudencia, 1878-1881, IV Tomos, Edición Facsimilar Suprema Corte de Justicia de la Nación, Tribunal Superior de Justicia del Distrito Federal, Ilustre Colegio de Abogados de Madrid, Ilustre y Nacional Colegio de Abogados de México, Estudio Introductorio Antonio Hernández-Gil Álvarez-Cienfuegos y Oscar Cruz Barney, Presentación Juan N. Silva Meza y Edgar Elías Azar, 2011.

- Código Civil para el gobierno interior del Estado de los Zacatecas, 1 de diciembre de 1829, (Coaut. José Enciso Contreras y Luis René Guerrero Galván), México, Instituto de Investigaciones Jurídicas, UNAM, 2012.